# Monaco buddista

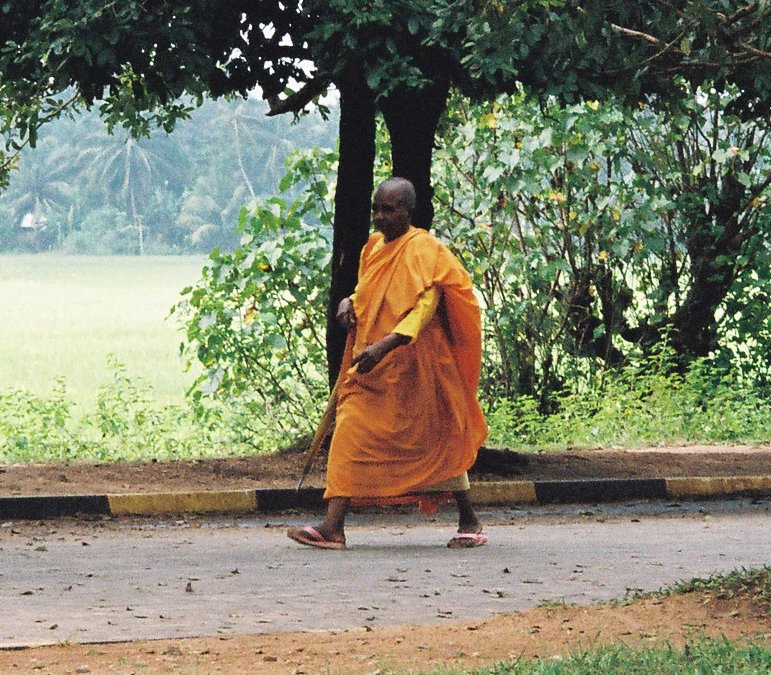
Un monaco buddista in Sri Lanka.

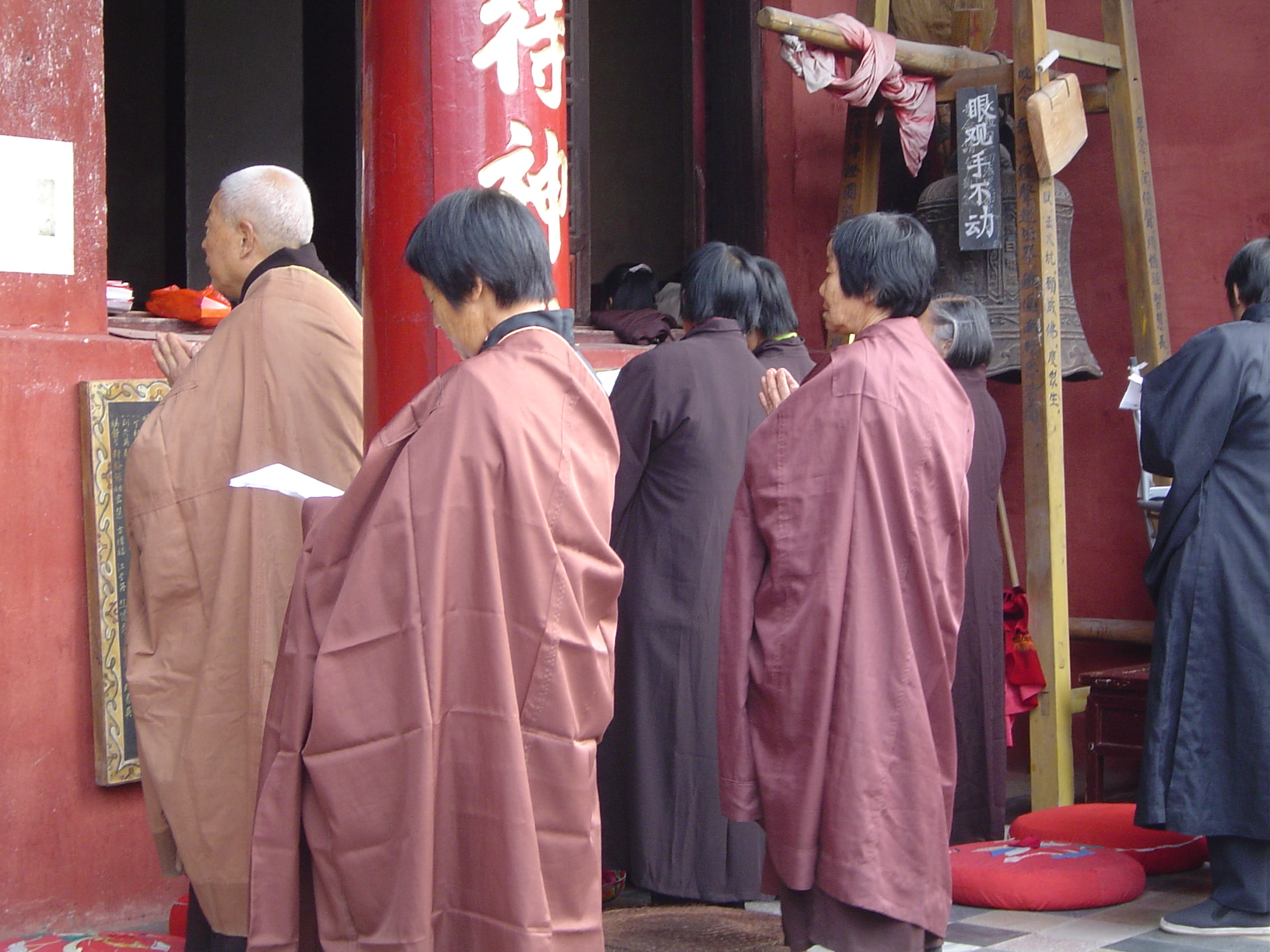
Monache che recitano dei sutra in un tempio nella provincia di Anhui in Cina.

Il monaco buddista (sanscrito bhikṣu, pāli bhikkhu, cinese 比丘 pinyin bǐqiū Wade-Giles pi-ch'iu, giapponese biku, tibetano dge slong pha, coreano 비구 pigu, vietnamita tỷ khưu, thai ภิกษุ bhikkhu) e la monaca buddista (sanscrito bhikṣuṇī, pāli bhikkhunī cinese 比丘尼 pinyin bǐqiūní Wade-Giles  pi-ch'iu-ni, giapponese bikuni, tibetano dge slong ma, coreano 비구니 piguni, vietnamita tỷ khưu ni, thai ภิกษุณี bhikkhuni) è colui o colei che, compiuti i venti anni di età, conferma l'ordinazione dopo un periodo di noviziato (sanscrito śrāmaṇera, pāli sāṃanera).

## Descrizione
La piena ordinazione monastica avviene di fronte ad almeno altri dieci membri anziani della comunità monastica (cinque per le regioni considerate di periferia). 
La procedura di ammissione al saṃgha è dettagliata nel Vinaya del canone ed è chiamata Upasampadā; in breve, il candidato è interrogato sulle sue motivazioni e su eventuali ostacoli. Poi viene annunciata la candidatura per tre volte e, se nessuno esprime obiezioni, è ammesso ed invitato a rispettare i precetti del vinaya che sono:
- 227 (311 per le monache) secondo la scuola Theravāda che segue il Canone pāli;
- 250 (348 per le monache) per le scuole che seguono il Canone cinese;
- 253 (364 per le monache) per le scuole che seguono il Canone tibetano.

Nelle scuole del Buddismo Mahāyāna ovvero tutte quelle afferenti ai Canoni cinese e tibetano viene aggiunta la recita del pranidhāna ovvero i Voti del Bodhisattva.
Le scuole giapponesi Tendai e Zen non seguono le regole del vinaya ma solo quelle Mahāyāna elencate nel Brahmajālasūtra.

## Rito dell'ordinazione monastica

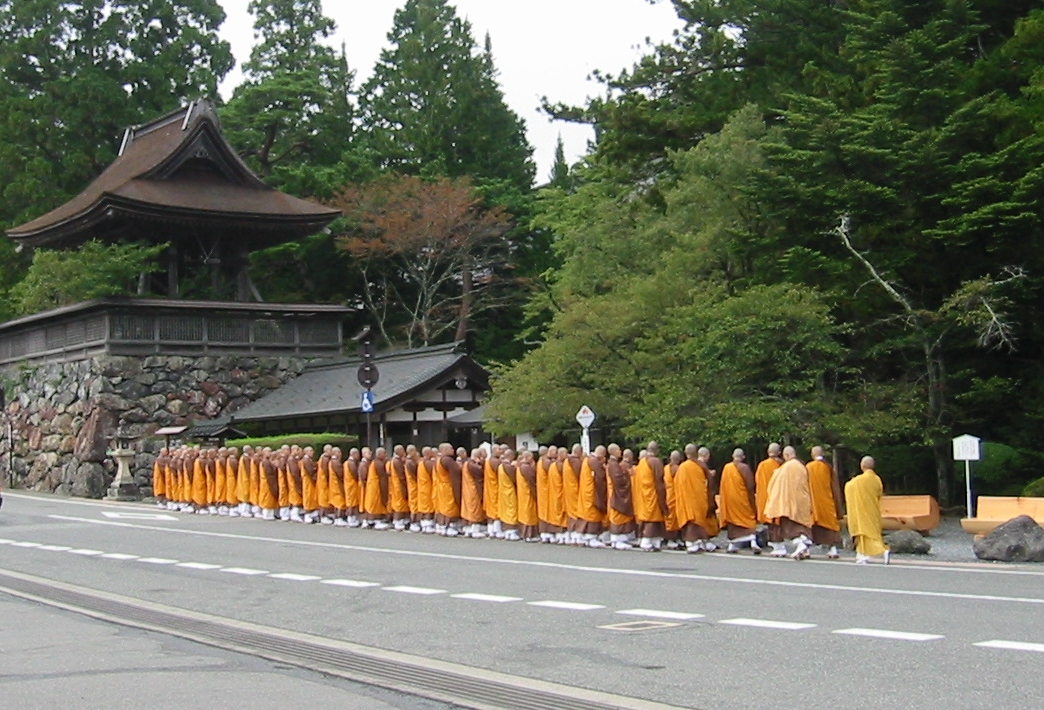
Monaci shingon in pellegrinaggio sul Monte Kōya, Giappone.

I primi riti di ordinazione monastica prevedevano la rasatura dei capelli e della barba, la recitazione della formula del rifugio (sans. śaraṇa) nel Buddha, nel Dharma e nel Saṃgha (i Tre gioielli, sans. Triratna) e la consegna dell'abito color zafferano composto di tre parti (trichīvara).
Successivamente il rito è reso più complesso  il candidato a novizio (śrāmaṇera) si presenta con la testa rasata di fronte ad un'assemblea composta da almeno dieci monaci già ordinati, mentre le novizie avevano bisogno anche della presenza di monache per rendere valida l'ordinazione. Poi il novizio prendeva l'abito monastico recitando una formula che ricordava l'uso di questo a sola protezione del corpo, e non suo ornamento. Dopo essersi ritirato per indossarlo, tornava per prendere rifugio nel Triratna impegnandosi a rispettare le Śīla, che il capo dei monaci elencava e il novizio ripeteva.
Nella ordinazione completa (Upasampadā), ovvero il passaggio da śrāmaṇera a bhikṣu, il novizio ripeteva la sua prima ordinazione, poi un monaco anziano gli domandava se avesse degli impedimenti (età, malattie, etc.). Poi il novizio citava i due maestri (āchārya) che lo avevano seguito nella sua formazione fino a quel momento, i quali gli consegnavano l'abito e le ciotole per le elemosine. Successivamente il capo dei monaci elencava le trasgressioni per cui sarebbe stato allontanato dall'ordine monastico e il novizio faceva professione per tre volte dell'intenzione di entrare nella comunità. La comunità monastica presente aveva il diritto di opporsi al suo ingresso. La cerimonia terminava con un discorso sul Dharma del capo dei monaci.
Nel Buddismo cinese, in passato, l'ordinazione a monaco era preceduta dal rito del 灸 jiǔ che consisteva nel bruciare dei coni di incenso composti con l'erba dell'artemisia vulgaris sulla testa rasata del candidato monaco, producendo in questo modo un numero di cicatrici variabile da tre a dodici, a seconda del monastero in cui veniva praticata.